# Rhytidoponera koumensis
Rhytidoponera koumensis é uma espécie de formiga do gênero Rhytidoponera.